# Karuniya
Karuniya – gaun wikas samiti w środkowej części Nepalu  w strefie Narajani w dystrykcie Rautahat. Według nepalskiego spisu powszechnego z 2001 roku liczył on 989 gospodarstw domowych i 5997 mieszkańców (2960 kobiet i 3037 mężczyzn).